# Michał Wierusz-Kowalski
Michał Wierusz-Kowalski (ur. 12 maja 1975, zm. 7 lipca 2016) – polski historyk, medioznawca, wykładowca akademicki, dziennikarz prasy hipologicznej, działacz jeździecki.

## Życiorys
W 2003 uzyskał stopień doktora nauk humanistycznych w zakresie nauk o polityce na Wydziale Dziennikarstwa i Nauk Politycznych Uniwersytetu Warszawskiego, na podstawie rozprawy pt. Współczesna prasa hipologiczna. Był pracownikiem naukowym Akademii Finansów i Uniwersytetu Warszawskiego. Jako zawodnik sportów jeździeckich udzielał się w konkurencji skoki przez przeszkody. Brązowy medalista Mistrzostw Polski Dziennikarzy w powożeniu zaprzęgami w 2015 roku w Jagodnie.
Był członkiem Zarządu Polskiego Związku Jeździeckiego, członek zarządu Warszawsko-Mazowieckiego Związku Jeździeckiego X i XI kadencji w latach 2000-2008 oraz współpracownik Polskiego Związku Hodowców Koni. 
Współorganizował między innymi Festiwal Sztuki Jeździeckiej. Był redaktorem naczelnym kwartalnika „Hodowca i Jeździec”, autorem ponad 1000 artykułów dotyczących tematyki hipologicznej, współautorem publikacji książkowej pt. Besson i Demona: zapiski koniarza (Master Film, Warszawa, cop. 2012; ISBN 978-83-936359-0-0), a także współpracownikiem magazynów „Film”, „Kino”, „Magazyn Olimpijski” „Media i Marketing Polska”, dzienników „Życie Warszawy”, „Rzeczpospolita” i „Przegląd Sportowy” oraz portali internetowych Wirtualne Media i Gildia Literatury.
Kreatywny i zaangażowany w wiele ważnych dla środowiska jeździeckiego projektów takich jak propagator akcji „Teraz Polskie Konie” czy współautor projektu „SOS dla stad”. Dyrektor w Master Film. Organizator Mistrzostw Polski na Legia Kozielska. Jego ojciec Rafał Kowalski był wieloletnim członkiem zarządu KJ Legia Kozielska i właścicielem stajni i klubu SKF KS Master Film z Wilczej Góry.
Spoczywa w grobie rodzinnym na cmentarzu komunalnym w Piasecznie.